# Eilenburg
Eilenburg là một thị xã thuộc huyện Nordsachsen, trong bang tự do Sachsen, Đức và là đô thị cực bắc của bang Sachsen. Đô thị này có diện tích 46,84 ki lô mét vuông, dân số cuối năm 2006 là 17.279 người.
Thị xã có cự ly khoảng 20 km về phía đông bắc của thành phố Leipzig.
Eilenburg nằm hai bên bờ sông Mulde ở rìa tây nam của vườn động vật hoang dã Dübener Heide. Thị xã này được chia thành ba phường, thị trấn (Stadtteile) Berg, Mitte và Ost và sáu khu phố (Ortsteile) đặt tên Behlitz, Hainichen, Kospa, Pressen, Wedelwitz và Zschettgau.
Các đô thị gần nhất là: Leipzig (cách 20 km), Delitzsch (21), Bad Düben (16), Torgau (25) và Wurzen (12).